# 李力殷
李力殷（1918年10月—2010年6月13日），山东冠县人，原中共中央调查部副部长。
李力殷于1937年参加中华民族解放先锋队，1939年加入中国共产党。此后，他历任鲁西北司令部参谋、鲁西独立旅第一独立营政委、冀鲁豫八分区司令部作教股股长、晋冀鲁豫一纵队司令部作战科科长、一纵队二旅五团政委等职。中华人民共和国成立后，他又先后担任第二野战军第十四军随营干部学校政委，中央军委联络部天津联络局办公室主任，中央军委联络部高级训练班班主任，中国驻缅甸大使馆参赞，中共中央调查部七局局长，总参谋部二部副部长，中共中央调查部党委副书记、副部长，国务院办公室副主任、国务院副秘书长等。此外，他还是第四届全国人大代表、第五届全国政协常委。他于1982年离休，后出任国家安全部咨询委员会主任委员。2010年6月在北京逝世，终年92岁。